# عبد الحكيم حسان
مرجان مصطفى سالم الجوهري، الشهير بعبد الحكيم حسان، أبو عمرو.
ولد بمصر، سنة 1379 هـ.
وكانت أهم دراساته حينئذ في مسائل الإيمان والاعتقاد، وأكثر من تلقى منه هذا الباب هو محمد عمر إلياس - قُتل في أحداث الحرم عام 1400هـ -
ودرس علم الأصول والفقه وعلم الحديث - رواية ودراية - على أيدي جماعة من العلماء ـ علاوة على مشايخ الأزهر ـ وخاصة من المنتسبين إلى التيار السلفي.
سافر إلى الجزيرة واليمن، وجالس بعض المشايخ هناك، ودرس عليهم بعض الكتب والمسائل، ثم أكمل الطلب وحده، نظرا لسفره من الجزيرة لعدم استطاعته الإقامة بها.
وما زال منشغلا بالطلب وبعض التدريس والخطابة، إلى أن قرر الهجرة إلى أفغانستان، وذلك عام 1406هـ.
وفي أفغانستان شارك مع غيره من طلبة العلم في نشر العلم الشرعي بين المقاتلين الإسلاميين حيث كانت له مشاركات في الدورات الشرعية التي كانت تقام لخدمة الجهاد والمقاتلين الإسلاميين وتأهيلهم، وخاصة في المسائل المتعلقة بأحكام الإيمان والكفر، مع تركيزه على فقه النوازل، وقد استفاد كثيرا في هذه الفترة ممن خالطهم هناك، أمثال عبد الله عزام وعبد القادر بن عبد العزيز، والذي لازمه فتر طويلة.
كما درَّس باليمن، في بعض المعاهد الشرعية الأهلية، بعد أن هاجر إليه عام 1413هـ، وذلك بعد نشوب القتال بين تنظيمات المجاهدين الأفغان عام 1412هـ.
ثم عاد إلى أفغانستان مع بداية حكم الطالبان عام 1416هـ، بعد أن تنقل بين عدة دول، ومحاضرا ومدرسا، إلى أن قامت أمريكا بحملتها على أفغانستان.
هو عضو مجلس شورى جماعة الجهاد سابقا،
صادر ضده أحكام عسكرية في قضية «العائدين من ألبانيا»، القضية رقم 8 لسنة 98 بالسجن المؤبد، وهي نفس القضية الصادر فيها حكم بالإعدام ضد أيمن الظواهري، زعيم تنظيم القاعدة.
وقضية، رقم 18 لسنة 93 والمعروفة بـ«تنظيم طلائع الفتح» التي واجه فيها عددا من الشباب الإسلامي العائد من أفغانستان بعد التدريب إلى مصر، تهمة إعادة إحياء تنظيم الجهاد في مصر للقيام بعمليات إرهابية.
الجدير بالذكر أن قضية «العائدون من ألبانيا» الذين ينتمى غالبيتهم إلى جماعة الجهاد، وأقلية منهم إلى تنظيم «القاعدة»، تضمنت 107 متهمين، تم محاكمة 44 منهم حضورياً والباقون يحاكمون غيابياً، وأُطلق عليهم اسم «العائدون من ألبانيا».
تم إطلاق سراحه بعفو صحى بعد الثورة بعام.